# Club Atlético Colegiales (Argentina)
Il Club Atlético Colegiales è una società calcistica argentina di Munro, nel partido di Vicente López, provincia di Buenos Aires. È stata fondata il 1º aprile 1908.

## Storia
La società venne fondata a Buenos Aires nel 1908 con il nome Club Atlético Libertarios Unidos. Il primo presidente fu José Garrone; poiché il nome poteva essere ricondotto a ideali anarchici, nel 1916 il club dovette cambiare nome in Sportivo del Norte, per volontà del capo di polizia Ramón Falcón. Nel 1919 venne promosso e nel 1920 ottenne quindi il diritto di partecipare alla Copa Campeonato. Alla prima esperienza in massima serie, il club chiuse 8º; l'anno seguente migliorò, fino a raggiungere la 6ª posizione. Nella Copa Campeonato 1922 finì 11º, e il torneo del 1923 lo vide chiudere al 19º posto. La Copa Campeonato 1924 fu l'ultima disputata con il nome di Sportivo del Norte: in quell'anno, infatti, mutò denominazione, divenendo Club Atlético Colegiales. Giocò le ultime due annate in Asociación Argentina de Football con tale nome. Insieme ad altri club, nel 1927 il Colegiales fu retrocesso in seguito alla fusione della AAF con la AAm. In quell'anno, il club contava 720 soci, e disponeva di un capitale di 35.000 pesos; giocava i suoi incontri nello stadio Teodoro García y Giribone, in cui si era trasferito dal vecchio campo di Blandengues y Manzanares nel 1924. Tornò in prima divisione nel Concurso Estímulo 1929. Nella Primera División 1930 ottenne il 33º posto su 36 squadre. Nel 1931 decise di rimanere nel calcio dilettantistico, non seguendo i professionisti della Liga Argentina de Football; nella Copa Campeonato di quell'anno giunse 11º. Nel 1932, si classificò 2º a pari merito con il Barracas Central, a 5 punti dal campione, lo Sportivo Barracas. Dopo aver disputato l'edizione del 1934, il club non tornò mai più in prima divisione, rimanendo nelle serie minori.

## Palmarès

### Competizioni nazionali
- Tercera División (AAF): 1

1919
- Primera División B (AAAF): 1

1928
- Primera C Metropolitana: 5

1947, 1955, 1992-1993, 2002-2003, 2007-2008
- Primera B Metropolitana: 1

2024

### Altri piazzamenti
- Campionato argentino:

Terzo posto: 1932 (amatoriale)
- Primera B Metropolitana:

Terzo posto: 2016